# Otto Henkell
Otto Heinrich Adolf Henkell, född 20 maj 1869 i Mainz, död 16 juli 1929, var en tysk företagare. Han ägde Henkell & Co. Sektkellerei. Hans dotter Annelies (1896–1973) var gift med Joachim von Ribbentrop.